# 堺市立上神谷小学校
堺市立上神谷小学校（さかいしりつ にわだにしょうがっこう）は、大阪府堺市南区にある公立小学校。

## 概要
堺市南区の農村部に立地している。立地条件を生かし、環境教育や米作り体験など地域の自然条件を生かした教育実践に力を入れている。地域に生息する、環境省レッドデータブックで絶滅危惧種に指定されている魚・カワバタモロコの保護・繁殖活動にも取り組んでいる。
また長年にわたり、校区内の障害者施設との交流や歯磨き指導にも力を入れている。
かつて与謝野晶子が学校周辺を訪れてマツタケ狩りをしたというエピソードが自伝『私の生ひ立ち』に記されていることから、校門横に与謝野晶子の文学碑が建立されている。文学碑には『私の生ひ立ち』内の『たけ狩』の一節が刻まれている。
堺市立小学校としては、一番校区が広い。

## 沿革
明治時代初期に設置された富蔵尋常小学校（堺県第十六番小学校）・豊田尋常小学校・上神谷高等小学校を前身とする。3校を1908年に統合し、泉北郡成美尋常小学校として当時の泉北郡上神谷村に開校した。当時の校名「成美」は、論語の一節からとられた。
1941年の国民学校令施行の際、泉北郡上神谷国民学校に改称した。
太平洋戦争中は大都市の国民学校児童が学童疎開を指示されたことに伴い、上神谷村でも大阪市や堺市から集団疎開を受け入れることになった。大阪市が疎開対象に指定された1944年9月以降、大阪市長居国民学校（現在の住吉区・大阪市立長居小学校）の集団疎開を受け入れた。また1945年には堺市中心部も疎開対象に追加されたことに伴い、同年7月20日以降堺市少林寺国民学校（現在の堺区・堺市立少林寺小学校）からの集団疎開を受け入れた。疎開児童らは地域の宿舎で生活し、上神谷国民学校の校舎を使用して学習していた。
1947年の学制改革により、上神谷村立小学校となった。1955年4月1日には、上神谷村が町村合併により泉北郡泉ヶ丘町になったことに伴い、泉ヶ丘町立上神谷小学校と改称した。泉ヶ丘町はその4年後の1959年5月3日付で堺市に編入され、それに伴って同日付で堺市立上神谷小学校となった。
1970年代以降泉北ニュータウンの開発進行に伴い、従来の校区の一部がニュータウンとなった。ニュータウンに新設の小学校ができたことにより、従来の校区の一部を縮小している。

### 年表
- 1908年4月1日 - 泉北郡成美尋常高等小学校として開校。2ヶ所に分教場を設置。
- 1911年4月2日 - 現在地に移転。
- 1915年4月1日 - 分教場を廃止。
- 1941年 - 国民学校令により、泉北郡上神谷国民学校と改称。
- 1947年4月1日 - 学制改革により、上神谷村立小学校と改称。
- 1955年4月1日 - 泉ヶ丘町立上神谷小学校と改称。
- 1959年5月3日 - 堺市立上神谷小学校と改称。
- 1964年1月12日 - 学校給食を開始。
- 1969年 - 全日本よい歯の学校表彰を受賞。
- 1969年 - 校地を拡張。
- 1970年 - 堺市よい歯のモデル校として、1965年度から5年連続で表彰を受賞。また1967年度から3年連続で大阪府よい歯の準優勝校となる。
- 1971年4月1日 - 校区の一部が調整区域となり、低学年児童が堺市立竹城台小学校に転出。
- 1972年9月1日 - 校区の一部が調整区域となり、該当地域在住の児童が同年4月に新設された堺市立槇塚台小学校に転出。
- 1973年1月 - 制服を制定。
- 1973年11月16日 - 堺市教育委員会から学校給食指導の研究校に指定され、研究発表を実施。
- 1973年11月19日 - 学校給食指導が優秀として、文部大臣表彰を受賞。
- 1975年4月1日 - 校区の一部を、新設の堺市立庭代台小学校校区へ分離。
- 1976年4月1日 - 校区の一部が調整区域となり、該当地域在住の児童が堺市立原山台小学校に転出。
- 1976年 - 校地を拡張。
- 1990年9月 - よい歯の学校として、大阪府知事賞を受賞。
- 1998年11月19日 - 全日本よい歯の学校最優秀校として、文部大臣賞を受賞。
- 2007年3月 - ビオトープが完成。カワバタモロコを放流。

## 通学区域
- 堺市南区 泉田中、豊田、富蔵、鉢ヶ峯寺の全域。
- 堺市南区 片蔵、釜室、畑、槇塚台2丁のそれぞれ一部。

卒業生は堺市立若松台中学校に進学する。

## 交通
- 南海泉北線 泉ケ丘駅 南へ約2.5km。
- 南海バス 釜室バス停 西へ約600m。
- 南海バス 泉田中バス停 東へ約600m。

## 近隣施設
- 堺自然ふれあいの森